# Leptospermum rupestre
Leptospermum rupestre  (лат.) — вид цветковых растений рода Тонкосемянник (Leptospermum) семейства Миртовые (Myrtaceae).

## Распространение и местообитание
Эндемик Тасмании. В альпийской зоне представляет собой стелющееся растение, а в субальпийской может быть крупным кустарником. 

## История открытия
Вид впервые был описан в 1810 году ботаником Робертом Броуном, который заметил его на скалистых выходах пород на горе Веллингтон и в близлежащих горах .

## Синонимика
- Leptospermum grandifolium var. compactum Miq.
- Leptospermum scoparium var. microphyllum S.Schauer[3]